# Pestruper Gräberfeld und Rosengarten
Das Pestruper Gräberfeld und Rosengarten ist ein Naturschutzgebiet in der niedersächsischen Stadt Wildeshausen im Landkreis Oldenburg.

## Beschreibung
Das Naturschutzgebiet mit dem Kennzeichen NSG WE 062 ist rund 39 Hektar groß. Es besteht aus den beiden Teilflächen „Pestruper Gräberfeld“ und „Rosengarten“. Die 32,4 Hektar große Teilfläche „Pestruper Gräberfeld“ ist gleichzeitig als FFH-Gebiet ausgewiesen. Sie ist vom Landschaftsschutzgebiet „Pestruper Heide und Lehmkuhle“ umgeben. Die kleinere Teilfläche „Rosengarten“ liegt rund 500 m östlich. Sie grenzt nach Norden an das Naturschutzgebiet „Pestruper Moor“ und ist ansonsten vom Landschaftsschutzgebiet „Mittlere Hunte“ umgeben.
Erste Schutzbemühungen im Bereich des Gräberfeldes gehen zurück auf das Jahr 1819, in dem die Herzogliche Kammer in Oldenburg die erste Verordnung zum Schutz von Großstein- und Hügelgräbern erließ. Das Gebiet steht seit dem 1. Juli 1938 unter Naturschutz. Zuständige untere Naturschutzbehörde ist der Landkreis Oldenburg.
Das Naturschutzgebiet liegt südöstlich von Wildeshausen in der Pestruper Heide bzw. an deren zur Hunteniederung abfallenden Rand im Naturpark Wildeshauser Geest. Die Teilfläche „Pestruper Gräberfeld“ grenzt überwiegend an bewaldete Flächen und landwirtschaftliche Nutzflächen. Nach Osten grenzt sie an die Kreisstraße 248 zwischen Wildeshausen und Goldenstedt.

## Pestruper Gräberfeld

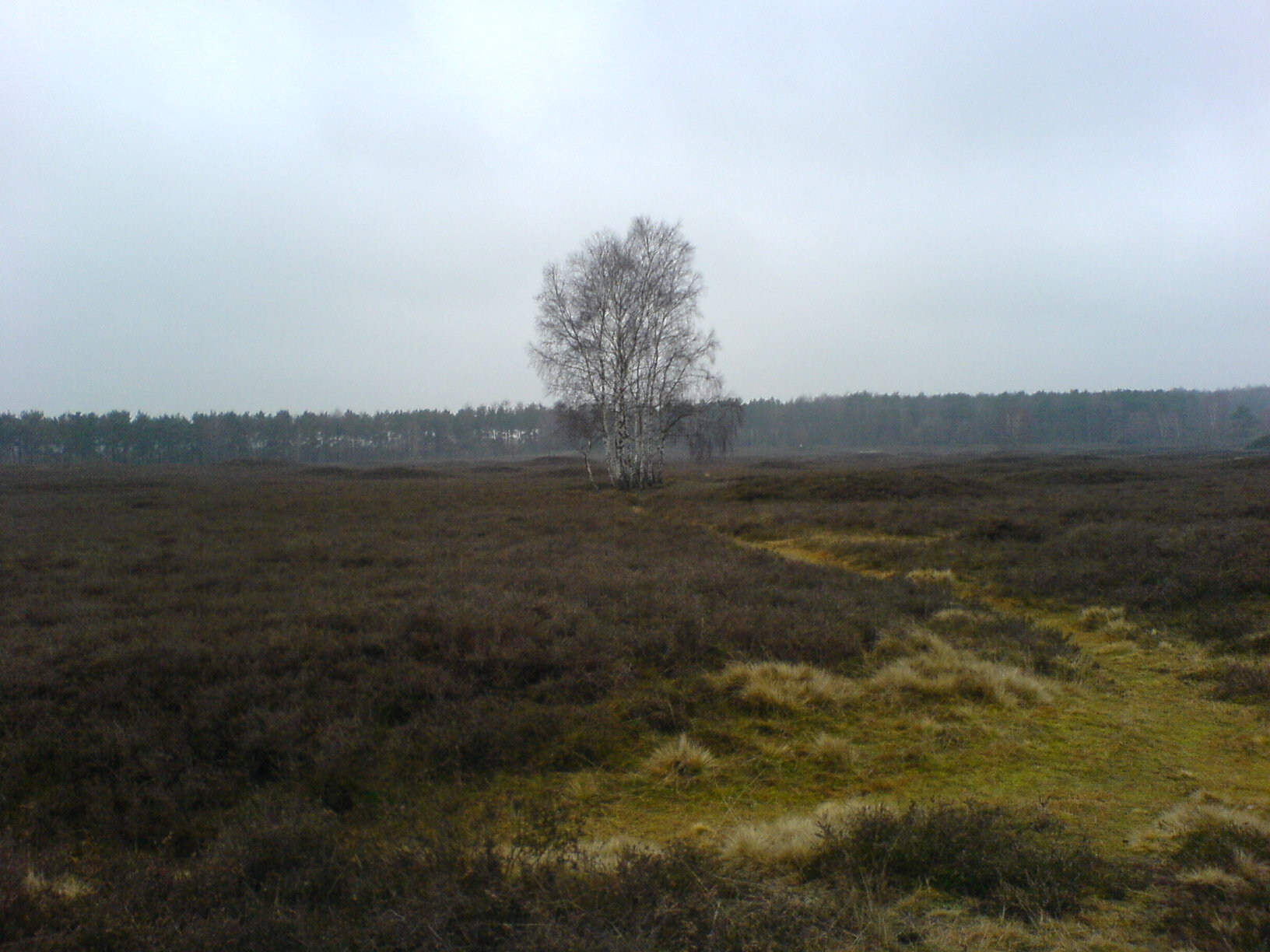
Birkengruppe im Gräberfeld als Absturzstelle eines amerikanischen Bombers 1944

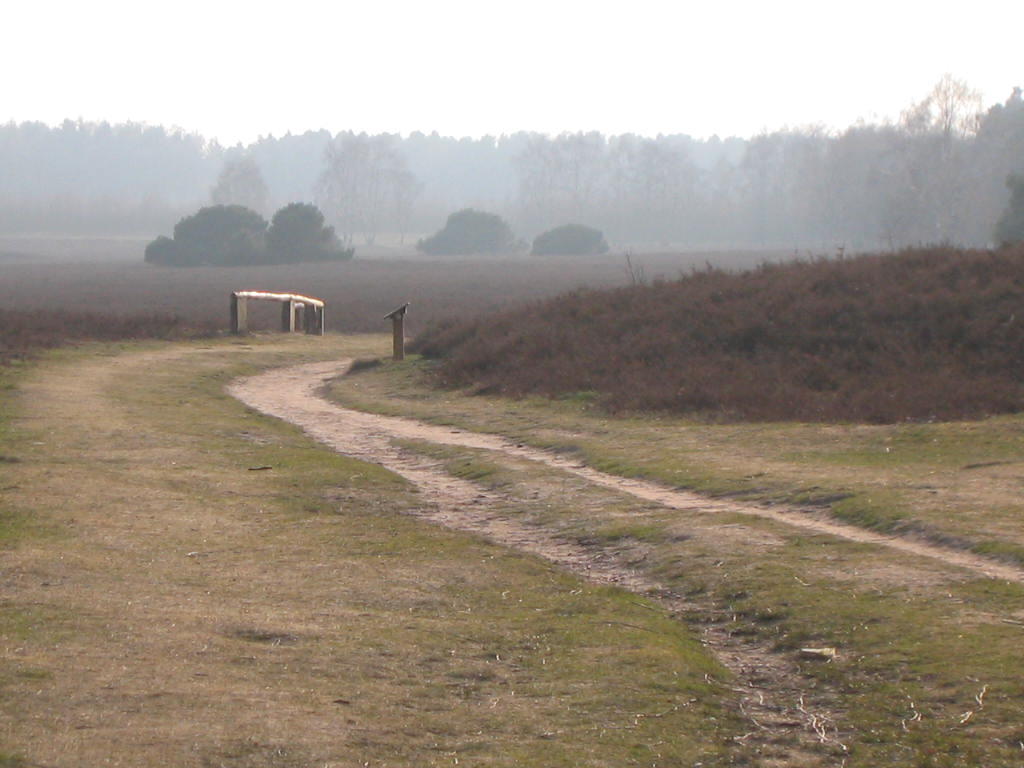
Weg im Naturschutzgebiet

Das Pestruper Gräberfeld ist eine großflächige, gut ausgeprägte Sandheide, in der sich zahlreiche Grabhügel der späten Bronze- und frühen Eisenzeit befinden. Die Grabhügel sowie die Geestlandschaft sind überwiegend von Besenheide und Drahtschmiele sowie Ginstergebüschen bewachsen. Dazwischen stocken einzelne oder in Gruppen stehende Birken, Schwarzkiefern und Eichen. In feuchteren Senken siedelt zum Teil Glockenheide. Im Norden ist auch eine bewaldete Fläche mit Grabhügeln in das Naturschutzgebiet einbezogen.
Die Heideflächen werden zur Pflege mit Moorschnucke beweidet. Eine südlich des Gräberfeldes angrenzende, bisherige Ackerfläche ist als Heideentwicklungsfläche vorgesehen.
Inmitten des Pestruper Gräberfeldes steht eine Gruppe von etwa einem Dutzend circa 60 Jahre alter Birken. Das Vorkommen von Bäumen in einer Heidefläche ist recht ungewöhnlich und kann nur durch äußere Einflüsse ermöglicht werden, da Baumsamen im dichten Heidekraut nicht aufgehen können. An der Stelle, an der heute die Birkenbäume stehen, stürzte Ende April 1944 ein amerikanischer Bomber ab, der durch ein Flak-Geschütz aus Endel (bei Vechta) getroffen worden war. Der Einschlag vernichtete das Heidekraut rundherum, so dass (durch Flugsamen) inmitten des Feldes Birkenbäume wachsen konnten, die den Absturzort des Bombers noch heute markieren.
Durch das Naturschutzgebiet verlaufen mehrere Wege.

## Rosengarten
Der Rosengarten ist eine frühere Heidefläche, die heute aufgrund fehlender Beweidung überwiegend verbuscht bis bewaldet ist. Auf Lichtungen und entlang der Waldsäume ist noch Heide zu finden. Die Teilfläche des Naturschutzgebietes grenzt überwiegend an bewaldete Flächen. Im Norden verläuft ein Waldweg am Rand des Naturschutzgebietes.
Der Name „Rosengarten“ geht auf einen früheren Pferderast- und -weideplatz oder ein Gelände mit starkem Wildrosenbewuchs zurück.